# 國立建築博物館
國立建築博物館是位於美國华盛顿哥伦比亚特区的一家以建築、設計、工程、建築技術、城市規劃為主題的博物館。

## 历史
成立於1980年，由一家非營利機構運營。距離博物館最近的地下鐵車站是司法廣場站。國立建築博物館舉行過多次不同類型的特展，還收藏有15個由樂高積木搭建的世界知名建築的模型，並且吸引了來自世界各地的遊客。

## 外部連結
- Official website（页面存档备份，存于）
- 美国历史建筑调查（HABS） No. DC-76, "Pension Building, 440 G Street Northwest, Washington, District of Columbia, DC", 57 photos, 4 color transparencies, 1 measured drawing, 9 data pages, 6 photo caption pages
- National Park Service - National Historic Landmarks Program - Pension Building listing
- General Services Administration page on the Pension Building (National Building Museum)（页面存档备份，存于）
- National Building Museum Investigating Where We Live（页面存档备份，存于）
- Washington City Paper（页面存档备份，存于）
- Washington Post（页面存档备份，存于）
- Downtown DC